# Восход (Алатирський район)
Восхо́д (рос. Восход, чув. Восход) — селище у складі Алатирського району Чувашії, Росія. Адміністративний центр Восходського сільського поселення.
Населення — 737 осіб (2010; 829 у 2002).
Національний склад:
- росіяни — 60 %